# باربرا لندن
باربرا لندن (بالإنجليزية: Barbara London)‏ هي كاتِبة أمريكية، ولدت في 1946.